# Небойша Радманович
Не́бойша Радма́нович (серб. Небојша Радмановић, Nebojša Radmanović, нар. 1 жовтня 1949) — боснійський сербський політичний діяч. З листопада 2006 — член Президії Боснії і Герцеговини («колективний глава держави») від сербської громади.

## Біографія
Закінчив середню школу в Баня-Луці й філософський факультет Белградського університету.
Працював у галузі спорту, культури, інформації, освіти й державного управління.
Займав посади:
- директора архіву Боснійської Країни й архіву Республіки Сербської;
- директора Національного театру в Баня-Луці,
- директора й головного редактора GLAS,
- голови Виконавчої ради в місті Баня-Лука;
- депутата Національних зборів Республіки Сербської та міністра з питань адміністрації й органів місцевого самоврядування в Уряді Республіки Сербської.

Опублікував кілька експертних і наукових праць та низку книжок.

## Родина
Одружений, батько двох дітей.

## Нагороди
- Медаль Пушкіна (Росія, 1 листопада 2007 року) — за значний особистий внесок до поширення російської мови й розвиток міжнародних культурних зв'язків[1]